# Zambrone
Zambrone község (comune) Olaszország Calabria régiójában, Vibo Valentia megyében.

## Fekvése
A megye északnyugati részén fekszik, a Santa Eufemia-öböl partján. Határai: Briatico, Parghelia és Zaccanopoli.

## Története
A hagyományok szerint az Anjou Róbert által elpusztított Aramoni lakosai alapították, akárcsak a szomszédos Zaccanopolit. Első írásos említése a 14. századból származik. A 19. század elején, amikor a Nápolyi Királyságban felszámolták a feudalizmust, Parghelia része lett. Később önálló községgé vált.

## Népessége
A népesség számának alakulása:

## Főbb látnivalói
- San Carlo-templom